# Ľudmila Mešková
Ľudmila  Mešková née Kvačkajová (née le 1er décembre 1948 à Banská Bystrica) est une professeur d'université slovaque, spécialiste de linguistique romane et de linguistique appliquée, également traductrice du français vers le slovaque.

## Biographie

### Formation
Après des études secondaires (1964-1967) à Banská Bystrica, elle obtient en 1973 un diplôme de philologie romane et russe à l'Université Comenius de Bratislava avant de passer l'année universitaire 1971-1972 à l'Université Stendhal de Grenoble (France).
Elle obtient en 1973 son PhDr, en 1988 son doctorat et en 1997 le grade de docent.
De 1977 à 1989 elle suit différents stages de méthodologie au Centre international d'études pédagogiques (CIEP) à Sèvres.
Depuis 1990, elle a multiplié les séjours à l'étranger, participant à de nombreux stages, conférences et colloques.

### Famille
Elle est mariée et a deux enfants : Zuzana Mešková-Šicková, peintre, et Žofia Suchá-Mešková, journaliste.

### Carrière
De 1973 à 1976, elle travaille à l'Académie slovaque des sciences (Bratislava).
Depuis 1976, elle travaille comme enseignant-chercheur au département des langues de la faculté d'économie de Banská Bystrica, en tant qu'assistante, maître-assistante, maître de conférences puis professeur. Depuis 1992, elle dirige le département de communication en langues étrangères et intervient dans la filière francophone (DU d'études économiques francophones).
Ses deux spécialités sont la phraséologie française et la communication interculturelle.
Elle a notamment été professeur invité en communication interculturelle à l'École supérieure des technologies et des affaires (ESTA) à Belfort (depuis 1999).
Depuis 1997 elle est rédactrice en chef de la revue Acta Linguistica (EF UMB v Banskej Bystrici).

### Distinctions
- Chevalière de l'ordre des Palmes académiques

## Publications
- Francúzsky jazyk, Bratislava 1980
- Ruské odb. texty pre poslucháčov Fak. ekonomiky cest. ruchu, spoloč. stravovania a služieb (coll.), Bratislava 1981
- Francúzsky jazyk - odb. texty pre študentov ekonomiky cestovného ruchu, spoloč. stravovania a služieb (coll.), Bratislava 1987
- Francúzsko-slovenský a slovensko-francúzsky slovník cestovného ruchu spoloč. stravovania (coll.), Bratislava, 1985
- Francúzsko-slovenský a slovensko-francúzsky výkladový slovník finančných termínov (coll.), Banská Bystrica, 2000
- La communication entre les professionnels français et slovaques : différences interculturelles[3] in TRANS. Internet-Zeitschrift für Kulturwissenschaften, n° 17/2008, mars 2010
- Les Universités en Europe centrale, 20 ans après, volume 2 : Économie et Management, Bruylant, 2011  (ISBN 978-2-8027-2934-1) (Collection L'Europe des universités)
- Management de la diversité culturelle : quels enjeux en Europe ? , Bruylant, 2012  (ISBN 978-2-8027-3560-1) (Collection Identités et cultures en Europe)

## Traduction littéraire
- Ľudmila  Mešková a traduit des romans de Jules Verne[4],[5]